# Erweichungspunkt RuK

Maßstabsgetreue Darstellung der Versuchsdurchführung. Links am Anfang, rechts am Ende des Versuchs.

Der Erweichungspunkt Ring und Kugel (kurz EP RuK) ist ein Messwert zur Klassifizierung von Bitumen.
Bei der Ermittlung dieses Wertes wird eine Stahlkugel auf eine in einem Ring angebrachte Bitumenschicht gelegt. Im Laufe des Versuches wird das Material gleichmäßig erwärmt. Wenn die Probe sich um 25,4±0,2 Millimeter nach unten durchgebogen hat, wird die entsprechende Temperatur festgehalten. Dieser Versuch wird zweimal durchgeführt.
Die Stahlkugel hat dabei einen Durchmesser von etwa 9,5 Millimeter und ein Gewicht von 3,5 Gramm. Das Gewicht darf um 0,05 Gramm nach oben und unten abweichen, der Durchmesser um ±0,05 Millimeter. Der Ring hat oben einen Außendurchmesser von 23 und einen Innendurchmesser von 19,8 Millimeter, unten einen Außendurchmesser von 19 und einen Innendurchmesser von 15,9 Millimeter. Von diesen Werten sind Abweichungen von 0,1 Millimeter erlaubt.

## Durchführung
In der Regel werden drei Proben gleichzeitig vorbereitet und geprüft. Das Bitumen wird nach DIN EN 12594 auf 100 K über dem zu erwartenden Erweichungspunkt erwärmt; zur Befüllung von polymermodifiziertem Bitumen auf 180 bis 200 °C, falls nicht anders angegeben. Die Ringe selbst werden auf bis zu 100 K über den zu erwartenden Erweichungspunkt erwärmt. Anschließend werden sie so auf eine mit Formtrennmittel vorbereitete Platte gelegt, dass der größere Durchmesser nach oben zeigt. Dann füllt man den Innenraum der Ringe völlig und an der Oberfläche leicht konvex mit dem zu prüfenden, verflüssigten Bitumen. Nach 30 Minuten abkühlen wird das über den Rand hinausragende Bitumen abgeschnitten, sodass die Oberfläche glatt und eben wird. Es ist darauf zu achten, dass das Abschneiden der Probe frühestens nach 30 Minuten erfolgt. Bitumen, welche schon bei Raumtemperatur weich sind, lässt man mindestens bei einer Temperatur von etwa 10 K unter dem zu erwartenden Erweichungspunkt abkühlen.
Die Ringe werden dann in eine Halterung gelegt. Die Kugel legt man zunächst in eine daran befindliche Aufnahme in Wartestellung oberhalb oder neben der Probe. Unter dem Ring ist in einem Abstand von 25,4±0,2 Millimeter eine Platte befestigt. Anschließend wird alles zusammen in einen Becher gestellt und mit Flüssigkeit befüllt. Die Flüssigkeit muss bis 50±3 Millimeter über den Ringen stehen. Danach wird ein Thermometer so eingesetzt, dass es sich auf der Höhe der Ringe befindet, diese aber nicht berührt. Die Art der Flüssigkeit und des Thermometers richtet sich nach dem zu erwartenden Erweichungspunkt. Zwischen 28 und 80 °C ist frisch abgekochtes, abgekühltes und destilliertes oder deinionisiertes Wasser und zwischen 80 und 150 °C ist Glycerol mit einer Dichte von 1.250±10 kg/m³ zu nutzen.
Zu Beginn wird die Apparatur 15 Minuten lang auf der Anfangstemperatur gehalten. Anschließend wird die Kugel auf die Probe gerollt. Der eingesetzte Rührer dreht sich mit etwa 100 Umdrehungen pro Minute. Dann wird die Flüssigkeit so erwärmt, dass die Temperatur innerhalb von einer Minute um 5 K steigt. Die ersten drei Minuten dienen noch dazu, den Temperaturanstieg einzustellen. Danach darf der Anstieg der Temperatur nur noch zwischen 4,4 und 5,6 K pro Minute betragen. Wird dies nicht eingehalten, muss die Probe verworfen werden. Wenn die durchgebogene Probe die Platte erreicht, wird die Temperatur abgelesen. Dieser Versuch wird zweimal durchgeführt. Wenn die Temperaturen mehr als 1 K auseinanderliegen, ist der Versuch ungültig und muss wiederholt werden.

## Normen und Standards
- DIN EN 1427 Bitumen und bitumenhaltige Bindemittel – Bestimmung des Erweichungspunktes – Ring- und Kugel-Verfahren
- DIN EN 12 591 – Anforderungen an Straßenbaubitumen